# Feldbinde

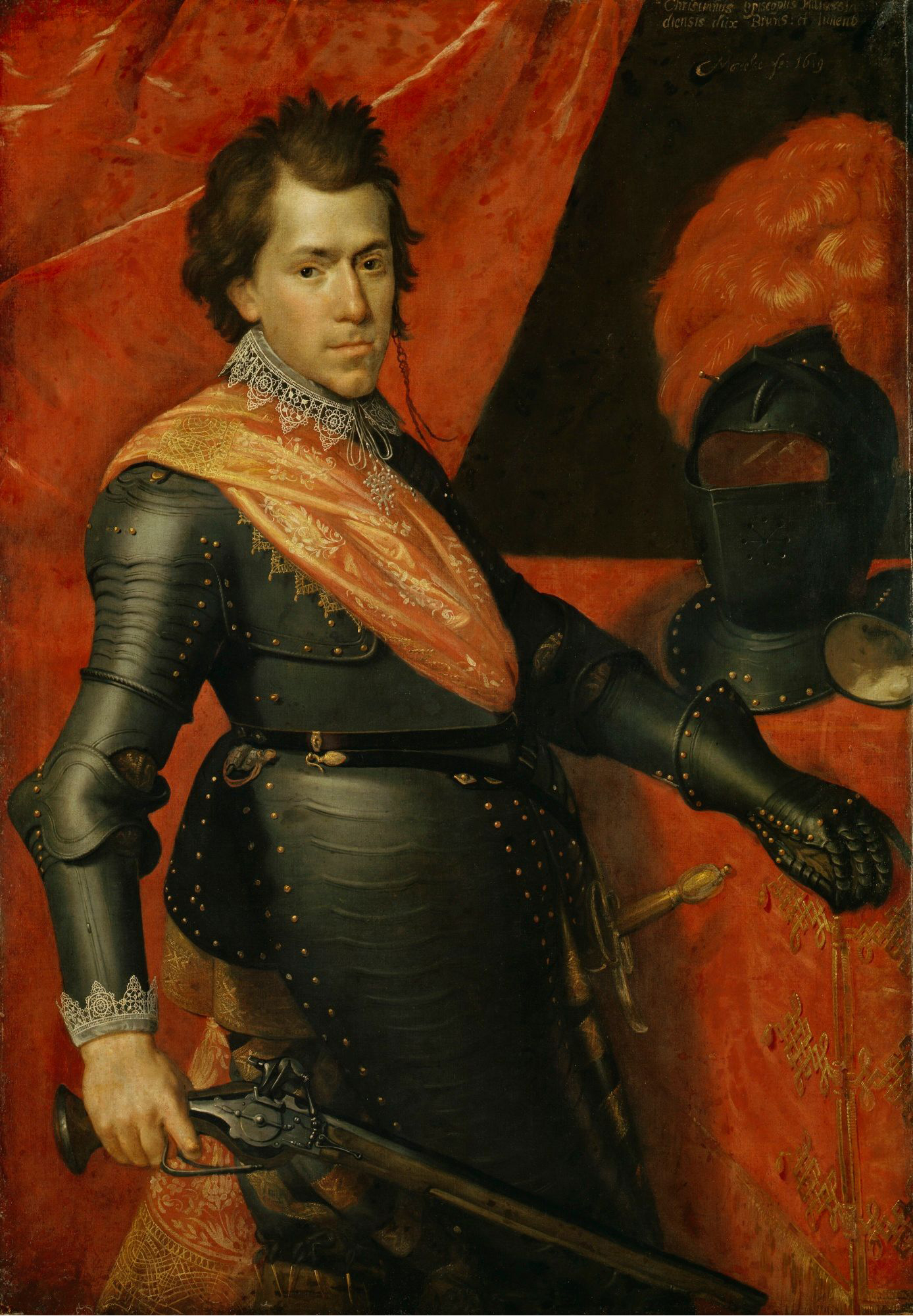
Herzog Christian von Braunschweig-Wolfenbüttel mit roter Feldbinde

Die Feldbinde (französisch écharpe, woraus das deutsche Wort Schärpe entstanden ist) war ein um Schulter, Arm oder Leib getragener Schmuck der militärischen Kleidung.
Die Feldbinde findet sich vereinzelt bereits im Altertum und erscheint im Mittelalter als Bestandteil des ritterlichen Anzugs, meist zur besonderen Ehre der erwählten Dame.
Zu Zeiten der Reformation begannen die Feldbinden als Erkennungszeichen zu dienen. Im Schmalkaldischen Krieg trugen die Protestanten gelbe, die Kaiserlichen rote Feldbinden. Im Dreißigjährigen Krieg hatten die Kaiserlichen wiederum rote und die Schweden grüne Feldbinden.
In der Folgezeit wurde die Feldbinde zum besonderen Abzeichen der Offiziere und später als Zeichen dafür, dass ihr Träger sich gerade in Ausübung seines Dienstes befand. In diesem Sinne war 1896 in der deutschen Armee eine besondere Feldbinde (Schärpenband ohne Quasten mit je nach der Farbe der Knöpfe bronzenem oder silbernem Schloss) zum Zuhaken eingeführt worden. Sie wurde getragen von Offizieren der Infanterie (Jäger), Fußartillerie, des Ingenieurkorps, der Pioniere, der Eisenbahntruppen, des Kriegsministeriums, beim Generalstab und anderen.
Zu den Feldbinden gehören auch die hier und da von verbündeten Heeren getragenen gemeinsamen Abzeichen (weiße Binde um den linken Arm bei den Alliierten im Sechsten Koalitionskrieg 1813, bei den Preußen und Österreichern im Deutsch-Dänischen Krieg 1864, bei der preußischen Rheinarmee und den Kontingenten der norddeutschen Staaten im Deutschen Krieg 1866).